# Haukkalampi
Jezero Haukkalampi je jezero v národním parku Nuuksio v jižním Finsku. Nachází se na hranici mezi městem/oblastí Vihti a Nuuksio (část Vanha-Espoo města Espoo) v provincii Uusimaa. Jezero se nachází v nadmořské výšce 60 m a má jeden ostrov.

## Další informace
Jezero se dělí na východní a západní část, které jsou spojené úzkým průlivem. Ve východní části jezera (u ostrova) je informační centrum Haukkalampi (Haukkalammen luontotupa), malé molo, toalety a dřevěná most/lávka vedoucí na ostrov a nedaleko také tábořiště Haukanholman telttailualue. K východní části jezera vede silnice z míst Solvalla a Kattila a je zde také parkoviště. Jezero, které je celoročně volně přístupné, je také východištěm několika turistických stezek a cyklostezek, např. stezka Korpinkierros. Haukkalampi je také název osady poblíž jezera.

## Galerie

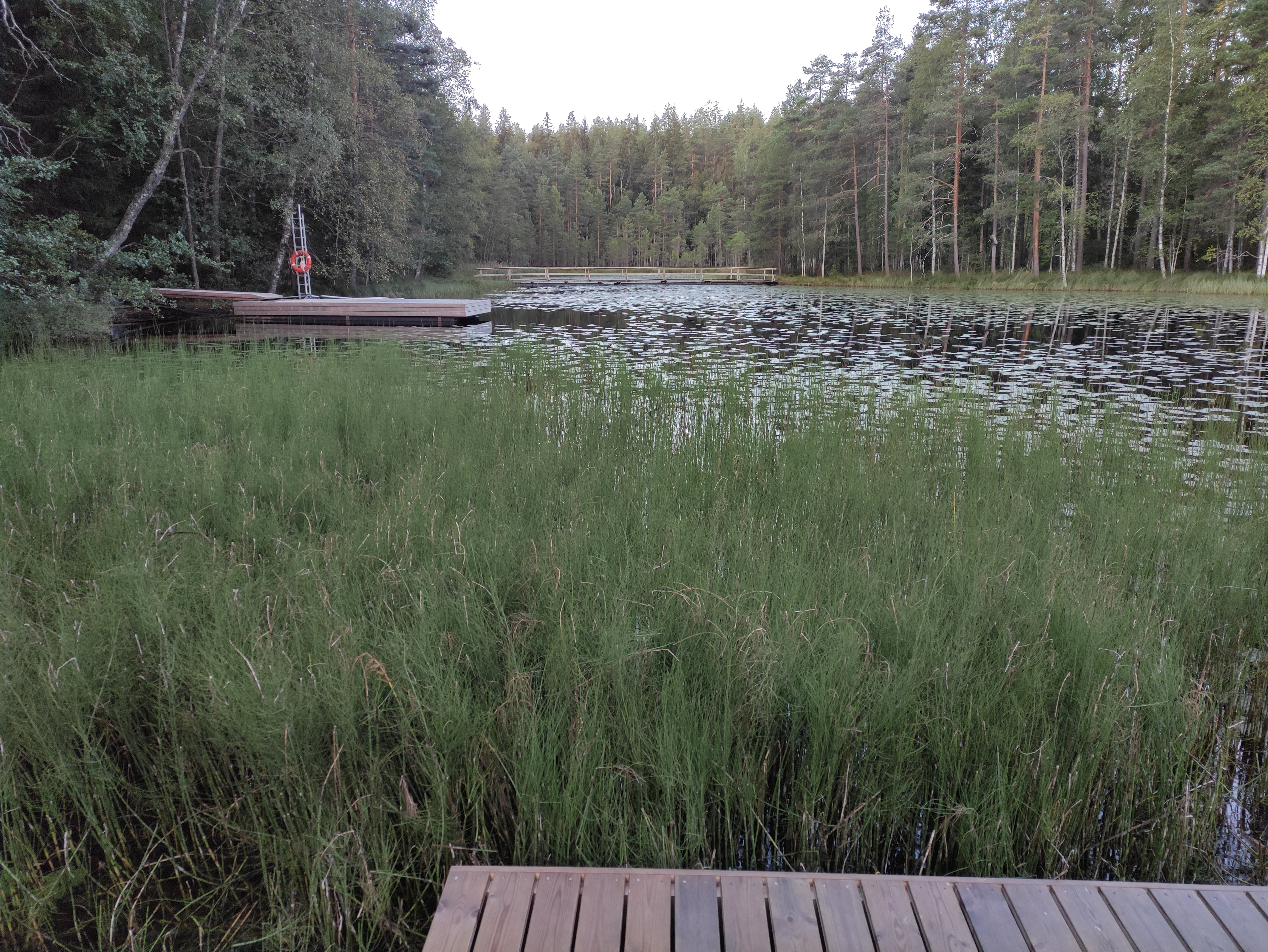
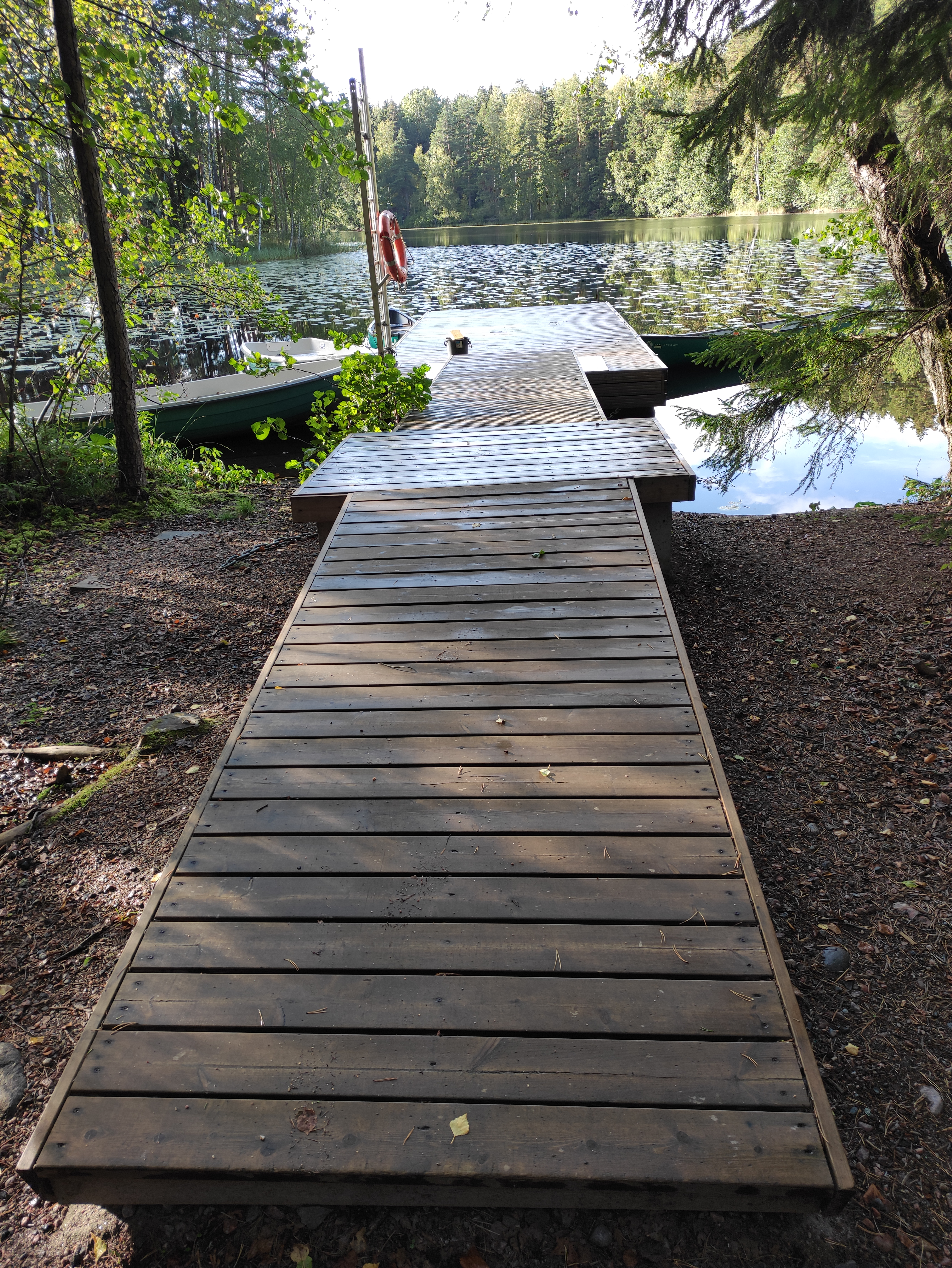
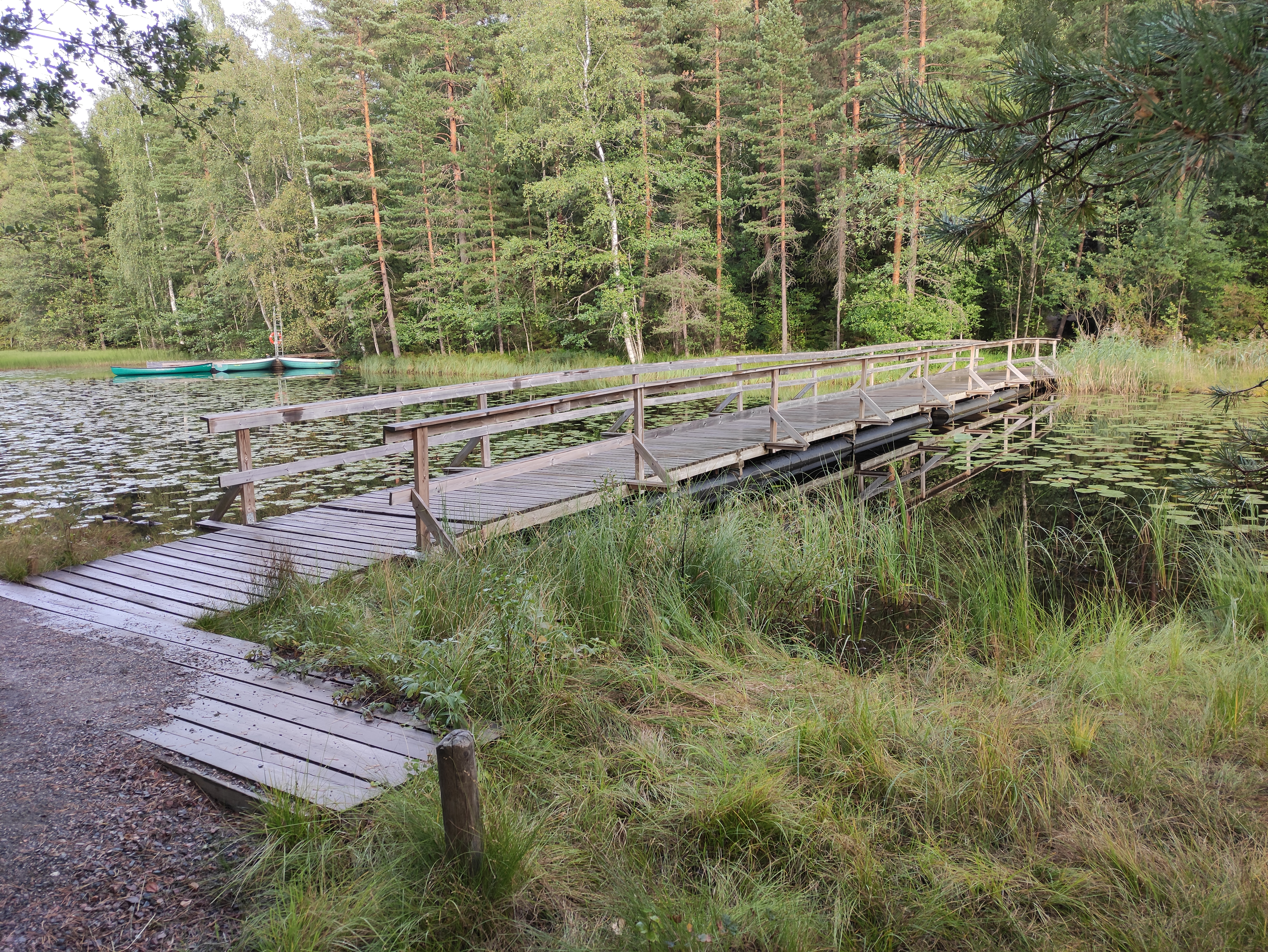
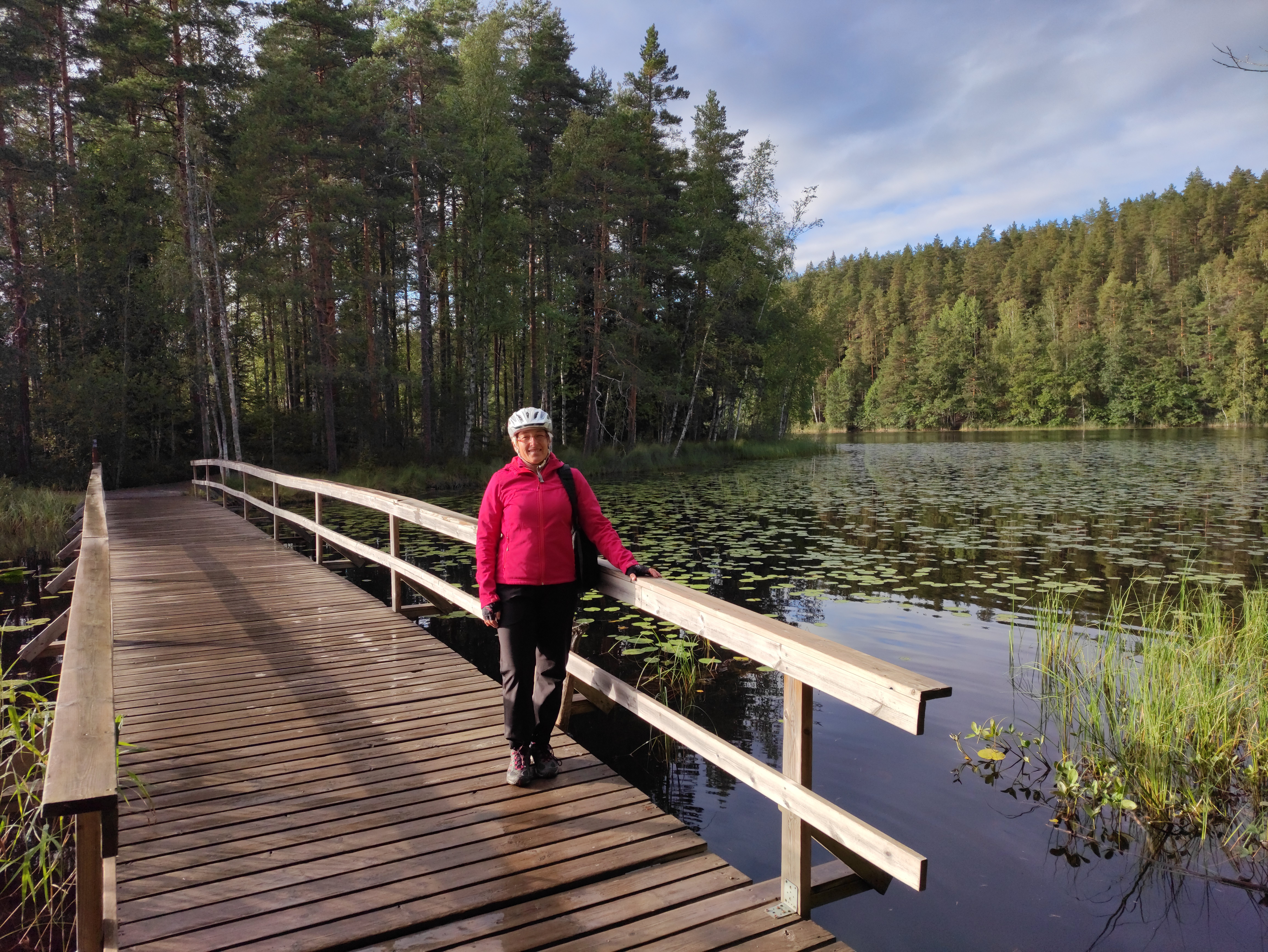